# 8-羟基牻牛儿醇
8-羥基牻牛兒醇（也誤稱作10-羥基牻牛兒醇）是一種单萜，通過牻牛儿醇8-羟化酶從牻牛儿醇合成而來。8-羥基牻牛兒醇8-羟基牻牛儿醇脱氢酶（G80）的受體。這個酶會合成8-氧代牻牛儿醛。8-羥基牻牛兒醇是断马钱子苷的合成中的一個步驟。它是萜吲哚生物鹼的形成中一個關鍵的單萜。 
在實驗室中，8-羥基牻牛兒醇可以從乙酸香叶酯製備。